# Consejo de Educación Superior del Ecuador
El Consejo de Educación Superior es una entidad autónoma del gobierno ecuatoriano, de derecho público, con personería jurídica. Su sigla es CES y su función es ser el organismo planificador, regulador y coordinador del Sistema Nacional de Educación Superior de la República del Ecuador. La entidad tiene como domicilio la ciudad de Quito.

## Servicios
Sus servicios son la legalización de firmas de documentos universitarios, que es un requisito solicitado en instituciones internacionales, lo cual es necesario para personas que viajan al exterior. Certificaciones de títulos, necesario para ejercer la profesión, ingresar al Colegio profesional y legalizaciones para viajes fuera del país, esto se aplica para títulos de técnico superior, tercero y cuarto nivel sea de profesionales ecuatorianos o extranjeros. Además emitirá un informe para proyectos de universidades, al Congreso Nacional quien expedirá la ley de creación de dicha universidad.